# 1283
1283 (MCCLXXXIII) fue un año común comenzado en viernes del calendario juliano.

## Acontecimientos
- El Rey Pedro III de Aragón autoriza la instalación del Consulado del Mar en Valencia.
- 1 de junio. Desafío de Burdeos: a causa de la conquista aragonesa de Sicilia, Carlos de Anjou desafía a Pedro III de Aragón a un juicio de Dios para dirimir la guerra por el reino de Sicilia, ambos se presentaron pero en momentos distintos del día, de forma que no coincidieron.
- 8 de junio. Batalla de Malta, donde Roger de Lauria destruye la flota de Carlos de Anjou.

## Fallecimientos
- Beatriz Fadrique de Castilla. Hija del infante Fadrique de Castilla y nieta de Fernando III de Castilla.